# Favourite
Favourite è un singolo del gruppo musicale irlandese Fontaines D.C., pubblicato il 18 giugno come secondo estratto dall'album in studio Romance.

## Descrizione
Il singolo è formato da due brani: Favourite e Starburster, singolo precedente del gruppo che è stato inserito anche in questa uscita.
Per la sua melodia malinconica e circolare, Favourite è stata paragonata da Rachel Aroesti del Guardian a Why Don’t You Find Out for Yourself del cantautore britannico Morrissey.

## Video musicale
Il video, reso disponibile il giorno dell'uscita del singolo sul canale YouTube della band, è stato autodiretto dagli stessi membri e prodotto da Conor Deegan e Scott Wright. Quasi tre mesi dopo l'uscita il video ha raggiunto le 800 000 visualizzazioni. Le parti girate a Madrid, città importante per tutti i membri (soprattutto per Carlos O'Connell, che vi è nato e cresciuto), si alternano con filmati dell'infanzia dei musicisti, secondo Conor Deegan per "una scoperta reciproca della nostra infanzia che ancora non conoscevamo".

## Tracce
Testi di Grian Chatten, musiche di Carlos O’Connell, Conor Curley, Conor Deegan III e Tom Coll.
1. Favourite – 4:16
2. Starburster – 3:41